# Bruce Norris
Bruce Norris (ur. 16 maja 1960 w Nowym Jorku) – amerykański aktor i dramaturg, związany ze Steppenwolf Theatre, laureat Nagrody Pulitzera. Wyróżnienie to otrzymał w 2011 za sztukę Clybourne Park. Wydał też The Infidel (2000), Purple Heart (2002), We All Went Down to Amsterdam (2003), The Pain and the Itch (2004), The Unmentionables (2006) i A Parallelogram (2010).